# Hans Heppenheimer
Hans Heppenheimer (* 1. Oktober 1901 in Tautendorf; † 20. September 1990 in Gars am Kamp) war ein niederösterreichischer Heimatforscher.
Johann Heppenheimer war beruflich als Lehrer tätig, zuletzt als Oberschulrat. Für seine Verdienste um die Volksbildung benannte die Gemeinde Rohrendorf bei Krems, wo er die längste Zeit beruflich tätig war, bereits zu seinen Lebzeiten eine Straße nach ihm. Die Pensionsjahre verlebte er mit seiner Familie in der Nähe seines Geburtsortes in Gars am Kamp.
Heppenheimer hat die Stätten seines Wirkens und Lebens erforscht und so Heimatkunden für die Gemeinden Rohrendorf, Theiß und Gars am Kamp erstellt und veröffentlicht. Für die letztere Gemeinde war er ab Ende der Sechzigerjahre in besonderem Ausmaß aktiv und bestimmte durch Jahrzehnte das Kulturgeschehen. Seine herausragenden Leistungen waren die Restaurierung der Babenbergerresisdenz, die Aufstellung der Franz-von-Suppe-Gedenkstätte und vor allem die Neugestaltung des Garser Heimatmuseums.
Seine fast unübersehbare schriftstellerische Tätigkeit war immer pädagogisch ausgerichtet, wie beispielsweise die unzähligen ab 1968 durch rund drei Jahrzehnte erschienenen Beiträge für den Garser Kulturbrief dokumentieren. Wie alle guten Heimatforscher berücksichtigte er die Geschichte von ihren Anfängen an und dokumentierte auch die Ereignisse der Gegenwart.
Heppenheimer war Beirat des Waldviertler Heimatbundes und Vorsitzender des Arbeitskreises Heimatforschung im Niederösterreichischen Bildungs- und Heimatwerk. Im Jahre 1981 wurde er zum Professor ernannt.

## Werke (Auswahl)
- Theiß. Ein Heimatbuch, 1933.
- Ein kleiner historischer Streifzug durch Rohrendorfs Vergangenheit, Das Waldviertel 2, 1953, S. 205ff.
- Weinbau und Weinbräuche in Rohrendorf, Das Waldviertel 15, 1966, S. 10ff.
- Die Zech der Leinweber oder Allerheiligen Bruderschaft in Gars, Das Waldviertel 17, 1968, S. 93ff.
- Gars am Kamp. Kleiner Führer, 1969.
- Die Baderstube in Gars, Das Waldviertel 23, 1974, S. 173ff.
- Die Gründung der Burg Gars, Das Waldviertel 26, 1977, S. 107f.
- Die Wehrbauten im Raume Gars, Das Waldviertel 32, 1983, S. 229ff.
- Zwei Beiträge zur Heimatkunde des Waldviertels, Mannus-Bibliothek XXVII, 1987, S. 691ff.